# Landelijke Coördinatiecommissie Waterverdeling

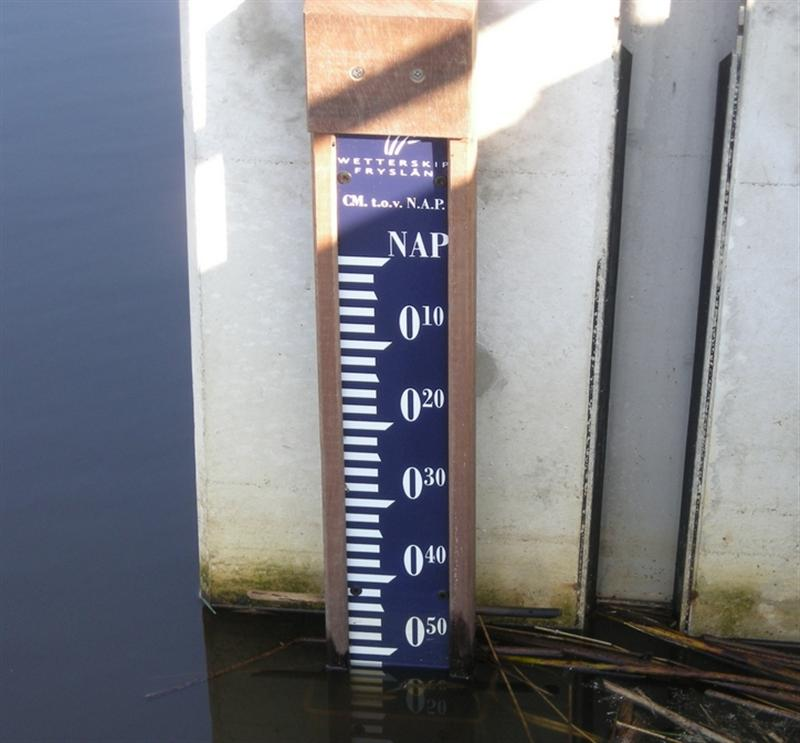
Waterpeil volgens NAP

De Landelijke Coördinatiecommissie Waterverdeling (LCW) maakt bij watertekorten in Nederland een verdeling van het beschikbare rijkswater onder sectoren die daarvan afhankelijk zijn. De LCW bestaat uit vertegenwoordigers van het Ministerie van Infrastructuur en Milieu (onder andere alle regionale diensten van Rijkswaterstaat), de Unie van Waterschappen en het Interprovinciaal Overleg( IPO). Het LCW maakt deel uit van het Watermanagementcentrum Nederland.

## Verdeling
LCW kijkt naar de hoeveelheid water per sector, maar ook naar de juiste waterkwaliteit voor de bestemming ervan. Voorbeelden van deze sectoren zijn de land- en tuinbouwsector, de scheepvaartsector en natuurbeheer. Per sector gelden andere eisen. Zo wil de landbouwsector graag water met een niet te hoge zoutconcentratie en willen elektriciteitsproducenten water dat niet te warm is.

## Inschakeling
De LCW komt alleen bij elkaar in geval van langdurige droogte als gevolg van een neerslagtekort, bijvoorbeeld wanneer de rivierafvoeren bij de grens van de Rijn (bij Lobith) en de Maas (bij Maastricht-Sint Pieter) onder een bepaalde waarde komen, of als er op andere wijze bovenregionale waterproblemen ontstaan.
De laatste bijeenkomst van de LCW in verband met het droge voorjaar van 2011 was op 15 juli 2011. De commissie concludeerde toen dat de droogtesituatie zich stabiliseert en dat de waterbeheerders voorbereid zijn op een periode van aanhoudende droogte. Door de aangelegde buffervoorraden op het IJsselmeer en waar mogelijk in boezemwateren kan aan de waterbehoefte worden voldaan. Aandacht voor de droogtesituatie blijft echter nodig.
Vanwege de uitzonderlijk lage afvoer door de Rijn (niet meer dan 816 m³/s tegen normaal circa 1950 m³/s) is de LCW op 24 november 2011 opnieuw bij elkaar gekomen. Dat is voor het eerst zo laat in het jaar. Hoewel de watervraag in het najaar laag is, moest lokaal het waterbeheer aan de lage rivierafvoeren worden aangepast. De LCW is opgeschaald naar het stadium Dreigende Watertekorten.

## Bevoegdheden
LCW heeft formeel geen besluitvormende rol, maar geeft advies aan de directeur-generaal van Rijkswaterstaat, dat wil zeggen aan diens Management Team Watertekorten. 

## Verwijzingen
1. ↑  Landelijke Coördinatiecommissie Waterverdeling
2. ↑  Waterbeheerders houden rekening met aanhoudende droogte[dode link]
3. ↑  Lage waterstand houdt aan[dode link]
4. ↑  Droogtebericht 28 november 2011 | Nummer 2011-19 . Gearchiveerd op 7 september 2023.